# Baby talk

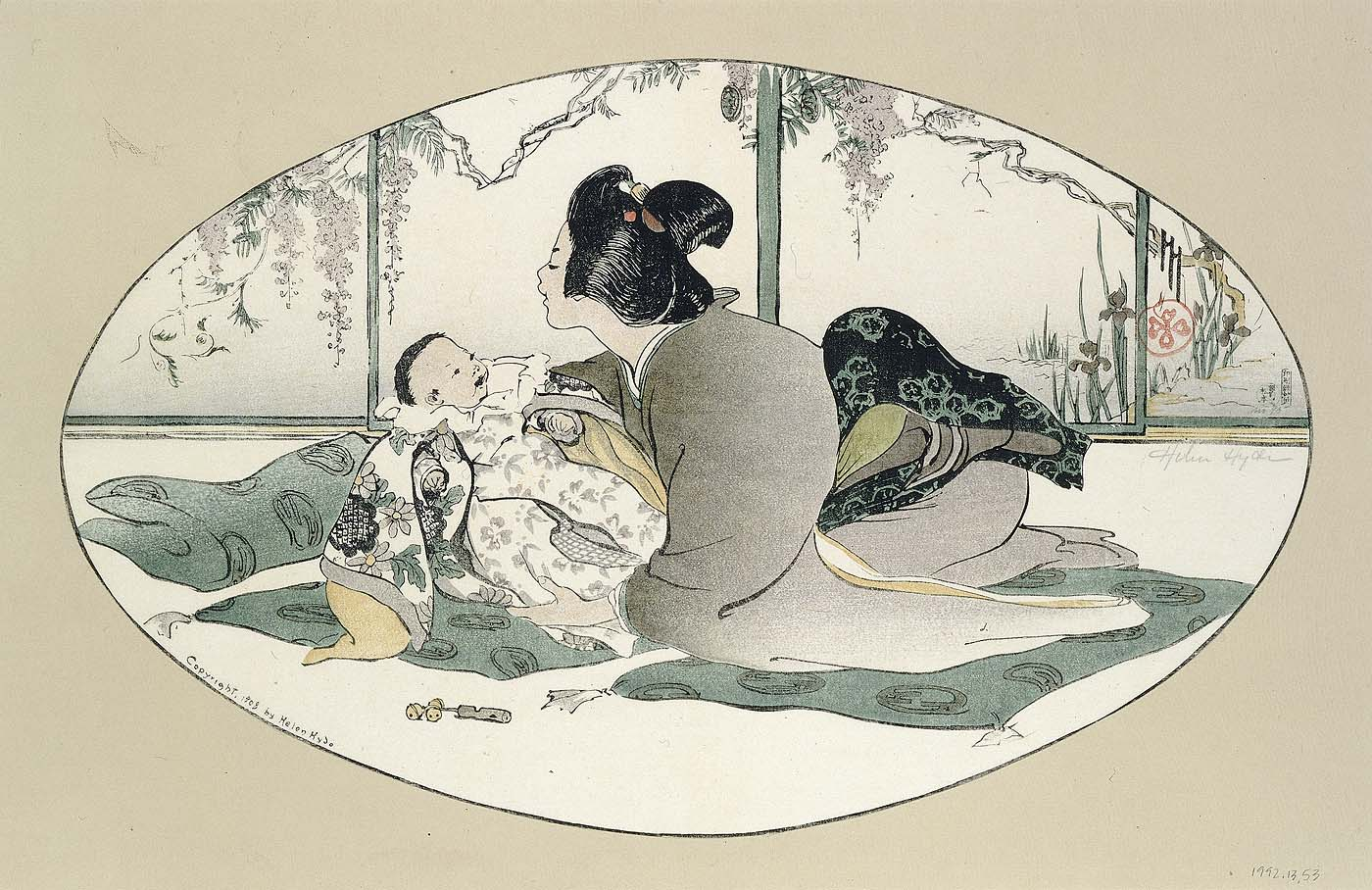
Baby talk, di Helen Hyde, 1908

Il baby talk (detto anche motherese in inglese, e in italiano maternese o madrese) è la varietà linguistica usata dagli adulti nel rivolgersi ai bambini piccoli.
È caratterizzato essenzialmente da due componenti di base:
- la semplicità (anche con l'intento di favorire l'acquisizione del linguaggio);
- la componente affettiva.

Il fenomeno del maternese è universalmente riscontrabile in tutte le culture.
La dizione baby talk può dare adito a equivoci, per cui va specificato che con questo termine si indica soltanto la varietà linguistica adottata dalle persone più grandi che parlano ai bambini in tenera età, e non quella parlata dai bimbi agli adulti (a dispetto di eventuali fenomeni di imitazione da parte del bebè, che restano comunque secondari).

## Descrizione
A livello più specifico, le componenti del baby talk possono essere così classificate:
- fonologia: l'adulto parla più lentamente, con un'intonazione più pronunciata e chiara;
- semantica: le parole utilizzate sono poche e legate alla situazione concreta, hic et nunc;
- morfologia: si tende ad utilizzare frasi brevi, con poche subordinate e con un corretto ordine di parole;
- pragmatica: si fanno spesso domande al bambino, si ripetono le sue espressioni;
- cinesica: la comunicazione viene rafforzata mediante l'aggiunta di componenti comunicative non verbali, come la gestualità, la mimica facciale, ecc.

Uno dei caratteri fondamentali del baby talk consiste nella chiarissima articolazione, che ha lo scopo di rendere riconoscibili al bambino le singole unità distintive dell'enunciato. 
L'enunciato è semplificato anche dal punto di vista del lessico (poche parole semplici) e della sintassi (stile olofrastico, cioè enunciati resi con singole parole). Parole come papà, mamma, nanna, pappa, pipì, popò ecc. indicano l'attitudine ad usare un linguaggio foneticamente semplice e ricco di ripetizioni sillabiche. 
L'enunciato può essere rafforzato da una forte componente cinesica, con atti mimico-gestuali da parte del parlante. L'altezza dei suoni può risultare aumentata; vengono messi in risalto elementi prosodici come l'intonazione della frase.